# Ликтор
Ликтор је имао задатак да чува и иде уз највише магистрате Римске републике, који су имали империјум. Ликтори су били једна врста гарде, а доприносили су и достојанству функције. Носили су фасцес. Конзула је пратило 12 ликтора, претора 6, а курулне едиле 2 ликтора.

## Порекло
Према Ливију ликтори су уведени у доба Ромула, који је именовао 12 ликтора. Ливије помиње две могуће верзије зашто је Ромул одабрао 12 ликтора. Према првој верзији то је одговарало броју птица приликом ауспиција. Према другој верзији то су Римљани преузели од Етрураца, чијега краља је бирало 12 градова, па је сваком граду одговарао један ликтор.

## Број ликтора за магистрате
Стадијум империјума симболизовао је број ликтора, који је пратио извеснога магистрата:
- диктатор је имао 24 ликтора ван граница Рима, а 12 ликтора унутар граница Рима. Након диктатуре Луција Корнелија Суле увек има 24 ликтора.
- цар је у почетку имао 12 ликтора, а након Домецијана 24 ликтора
- конзул има 12 ликтора
- проконзул -11 ликтора
- командант коњице 6 ликтора
- претор 6 ликтора, а 2 унутар граница Рима
- пропретор 5 ликтора
- курулни едили 2 ликтора

Весталке би пратио ликтор када би морала да присуствује јавној свечаности. Понекад су и приватни грађани могли да иамју ликторе у специјалним случајевима попут сахрана.

## Задаци
Главни задатак ликтора је да прати као телохранитељ односно као гарда све магистрате са империјумом. Носили су свежањ прућа ( fascio ) у који је била забијена секира док је био ван граница (померија ) Рима. Значење симбола је било да је један прут, односно један појединац слаб. Међутим више прутова повезано у свежањ постаје несаломиво. У случају диктатуре секире су се носиле и унутар граница Рима. Ликтори су следили магистрата свуда куда би се он кретао, укључујући форум, кућу, храмове и купалишта. Ликтори би се организовали и били су поређани у линију испред магистрата. Главни ликтор би се налазио са десне стране чекајући наређења магистрата. У случају гужве ликтори би одгуравајући грађане крчили пут магистрату. Стајали би по страни кад год би се магистрат обратио народу. Ликтори би по налогу магистрата хапсили и кажњавали римске грађане.

## Квалификације
У почетку ликтори су били бирани међу плебејцима. Пошто су носили тоге унутар Рима били су римски грађани. Ликтор је требало да буде снажно физички грађен и способан за физички рад. Били су изузети из војне службе. Почетком римскога царства примали су плату од 600 сестерција. Обично би их бирао магистрат, коме је требало да служе, али могли су и да буду бирани коцком. Ликтори су били повезани са куријатском скупштином. Вероватно су у почетку били бирани из сваке курије по један, пошто је у почетку било 30 курија и 30 ликтора. У почетку су била два конзула и један претор. Сваки конзул је имао по 12 ликтора, а претор је имао 6 ликтора.

## Куријатски ликтор
Куријатски ликтор представља специјалну врсту ликтора, који није носио сноп прућа, а главни задатак им је био религиозни. Било их је око 30., а били су под заповедништвом понтифекса максимуса. Били су присутни на жртвовањима, где би носили или гонили животиње на жртвовање. Весталке, фламини и други високи свештеници имали су право да их прате и штите куријатски ликтори. За време царства женски део краљевске породице обично би пратила два куријатска ликтора. Куријатски ликтори су имали дужност и да сазивају куријатску скупштину и да одржавају ред током заседања.